# Джорджо Торрічеллі
Джорджо Торрічеллі (італ. Giorgio Torricelli; Георгій Іванович; 1796, Луґано — 1843, Одеса) — італо-швейцарський архітектор, проєктувальник і організатор містобудування в Північному Причорномор'ї 1-ї половини 19 ст.

## Біографія
Народився в м. Луґано (Швейцарія). За походженням італієць. Його батько — Джованні Торрічеллі — один із перших живописців-монументалістів Одеси: від 1819 займався художнім розписом інтер'єрів у новобудовах. Того ж року Джорджо Торрічеллі розпочав працювати в Одеському будівельному комітеті.
У 1827 обійняв посаду міського архітектора. Склав генеральний план Одеси, за яким відбувався комплексний розвиток міста як економічного і культурного центру Півдня України.
У 1830-х за проєктами Торрічеллі розгорнулися масове спорудження жител і приміщень для торгівлі та складування товарів, розбудова морського порту, зведення промислових об'єктів (канатна фабрика, млини та ін.), закладів громадського призначення. Забудова площ і вулиць здійснювалася за принципом формування цілісних архітектурних ансамблів. Визначними творами архітектурного мистецтва Торрічеллі стали Музей Одеського товариства історії та старожитностей (1836), сходи до моря — найбільші в Європі (пізніша назва «Потьомкінські», проєкт Ф. Боффо), Англійський клуб з анфіладою парадних залів (нині Музей морського флоту України; 1842), гостиний двір Пале-Рояль, Свято-Покровський собор (1836), Архангело-Михайлівський і Свято-Успенський монастирі.
У 1830-х за планами Торрічеллі в Керчі у співавторстві з архітектором О. Дігбі збудовано в античних традиціях величний ансамбль зі сходами на гору Мітрідат, археологічним музеєм та некрополем.
В Ялті зведено у формах неоготики церкву Святого Іоанна Златоуста.
У Кишиневі за його проєктом зведено тюремний замок.
У 1840 в с. Мошни (нині село Черкаського району Черкаської обл.) Торрічеллі збудував Спасо-Преображенську церкву — архітектура якої поєднує православні, католицькі та мусульманські риси.